# كارلوس تابيا غارسيا
كارلوس تابيا غارسيا (بالإسبانية: Carlos Tapia García) (11 يوليو 1941 – 19 يناير 2021) كان سياسيًا وباحثًا ومحللًا ومحررًا ومهندسًا بيروفيًا. شغل عضوية مجلس النواب في بيرو (الغرفة السفلى السابقة من البرلمان) بين عامي 1985 و1990، ممثلًا عن تحالف اليسار الموحد (Izquierda Unida).

## الحياة المهنية
إلى جانب نشاطه السياسي، عُرف تابيا بعمله كباحث ومحلل متخصص في شؤون الصراع المسلح الداخلي في بيرو، خاصة ما يتعلق بتنظيم الطريق المضيء. كان عضوًا في لجنة الحقيقة والمصالحة في بيرو (Comisión de la Verdad y Reconciliación) التي شُكّلت في أعقاب النزاعات المسلحة في البلاد.
كما ساهم في تحرير وإدارة عدة دوريات فكرية وسياسية تناولت قضايا اليسار، الديمقراطية، وتحليل النزاعات الاجتماعية في أمريكا اللاتينية.

## الوفاة
توفي كارلوس تابيا غارسيا في 19 يناير 2021 في العاصمة ليما عن عمر ناهز 79 عامًا، ونعته مؤسسات فكرية وسياسية عديدة في بيرو نظرًا لإسهاماته في البحث السياسي والحوار الوطني.